# Aldabra-Riesenschildkröte
Die Aldabra-Riesenschildkröte (Aldabrachelys gigantea, Syn.: unter anderem Geochelone gigantea, Dipsochelys elephantina und Dipsochelys dussumieri) ist die einzige rezente Vertreterin in der Gattung der Seychellen-Riesenschildkröten (Aldabrachelys) aus der Familie der Echten Landschildkröten (Testudinidae).

## Beschreibung
Auffälligstes Merkmal der Aldabra-Riesenschildkröte ist der verhältnismäßig kleine Kopf, der den Hals vom Durchmesser her nur wenig überragt.  Weitere Unterscheidungsmerkmale gegenüber der Galápagos-Riesenschildkröte sind große Kopfschuppen, Vorhandensein eines Nackenschildes, vertikal geschlitzte Nasenlöcher und die Fähigkeit, durch die Nase trinken zu können.
Wie die kleineren Landschildkrötenarten weisen Riesenschildkröten einen ausgeprägten Geschlechtsdimorphismus auf. Männchen besitzen einen längeren Schwanz, sind größer und haben einen konkaven (nach innen gewölbten) Bauchpanzer und einen flacheren Rückenpanzer als Weibchen. Meist weisen sie auch längere Fußnägel an den Hinterbeinen auf. Diese sekundären Merkmale treten erst im Vorfeld der Geschlechtsreife ab einer Panzerlänge von etwa 60 cm auf. Die Geschlechtsreife wird mit 15 bis 30 Jahren erreicht.
Die größten Carapaxlängen werden für Männchen mit 100–122 cm und für Weibchen mit 87 cm angegeben, dazu gehören maximale Gewichtsangaben von 250 kg für Männchen bzw. 167 kg für Weibchen. Die Durchschnittsgewichte der Populationen liegen je nach Altersstruktur und Nahrungsangebot mit 20–50 kg allerdings deutlich darunter.

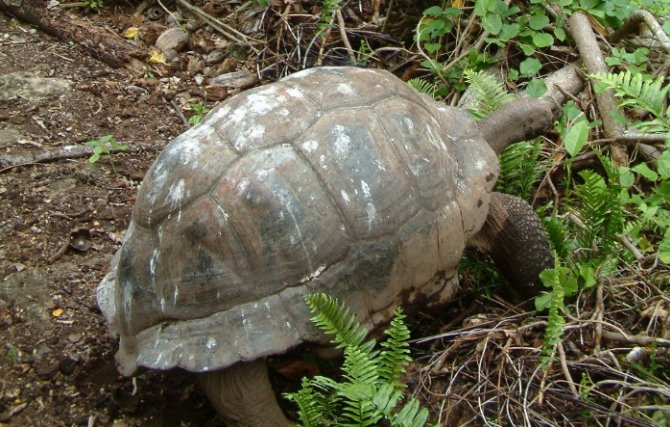
Aldabra-Riesenschildkröte

Einige in Gefangenschaft lebende Individuen mit einem ungewöhnlich geformten, sattelförmigen Panzer wurden einige Zeit als „Arnolds Riesenschildkröte“ bezeichnet. Anhand von genetischen Untersuchungen glaubte Gerlach (1996) zunächst, dass es sich um Restindividuen einer ausgestorbenen Art handelt, und wies ihnen einen eigenen Artstatus zu. Durch erneute Untersuchungen von Austin und Palkovacs wurde das aber bereits 2003 zurückgewiesen. In der gegenwärtigen Auflistung für CITES ist diese Art nicht enthalten.

## Verbreitung und Lebensweise
98 % der natürlichen Populationen leben auf der Hauptinsel des Aldabra-Atolls Grande Terre im Indischen Ozean, wobei deren Küstengebiete sowie offenes Gras- und Buschland mit niedriger Vegetation bevorzugt werden. Die Temperaturen schwanken zwischen mittleren Minimalwerten von 22 °C und mittleren Maximalwerten von 31 °C. In diesen semiariden Gegenden hat sich durch den Jahrtausende währenden Verbiss durch Schildkröten eine Vegetation aus genetisch verzwergten Gräsern und Seggen entwickelt, der sogenannte tortoise turf, der die Hauptnahrungsquelle der Tiere darstellt. Er besteht aus Gräsern, Kräutern und Blüten. Daneben werden auch Früchte, gelegentlich Aas und Kot gefressen. Süßwasser können die Tiere auf Aldabra nur zu bestimmten Tageszeiten aus flachen Pfützen aufnehmen, wofür sie die Fähigkeit entwickelt haben, durch die Nase zu trinken.
Aldabra-Riesenschildkröten können ohne Weiteres über 100 Jahre alt werden. Das in der ersten Hälfte des 18. Jahrhunderts geborene Männchen Adwaita erreichte in Gefangenschaft vermutlich eine Lebensspanne von 256 Jahren. Als die ältesten lebenden Exemplare gelten Jonathan auf St. Helena (* ca. 1834) und die möglicherweise über 200 Jahre alte Esmeralda auf Bird Island.

## Fortpflanzung

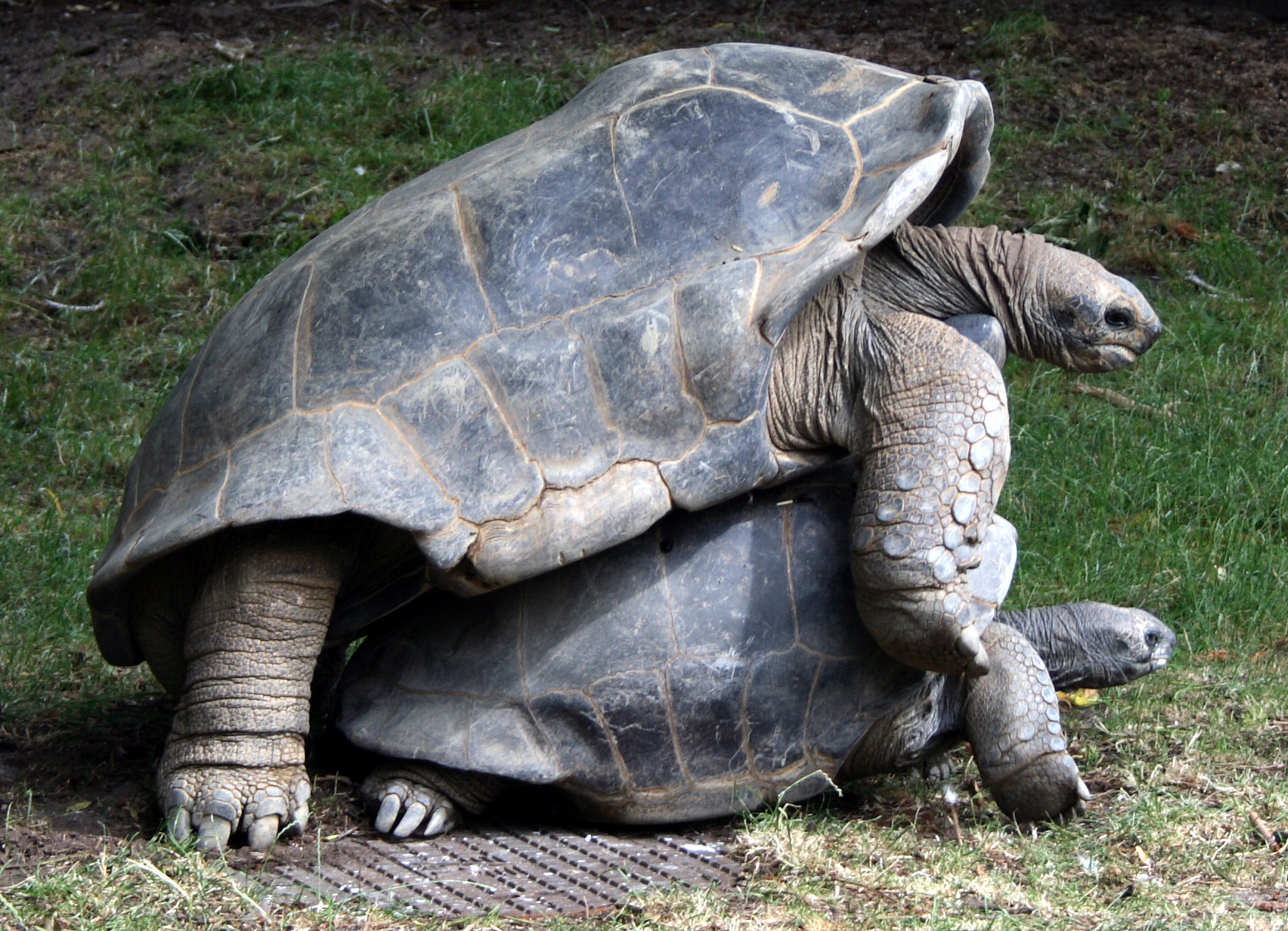
Aldabra-Riesenschildkröten bei der Paarung

Die Hauptpaarungszeit liegt in der Regenzeit von Oktober bis April, die Eiablagezeit dagegen in den kühleren Monaten Juni bis September. Gelegt werden ein bis zwei, gelegentlich bis zu drei Gelege mit 5 bis 25 Eiern pro Gelege. Die Eier sind tennisballgroß und wiegen zwischen 40 g und 75 g. Die Nisthöhlen werden bevorzugt in Gebieten mit fünf Stunden Sonnenbestrahlung angelegt. So kommt es in den etwa 25 cm tiefen Gruben zu Temperaturen zwischen 27 °C und 31 °C. Die Jungtiere schlüpfen mit einer Größe von 6 bis 7 cm Panzerlänge in einem Geschlechtsverhältnis von ca. 1:1. Sie können bis zu einem Monat in der Nisthöhle verbleiben, bis sie sich meist nach einem Regen gemeinsam an die Oberfläche graben.

## Gefährdungssituation

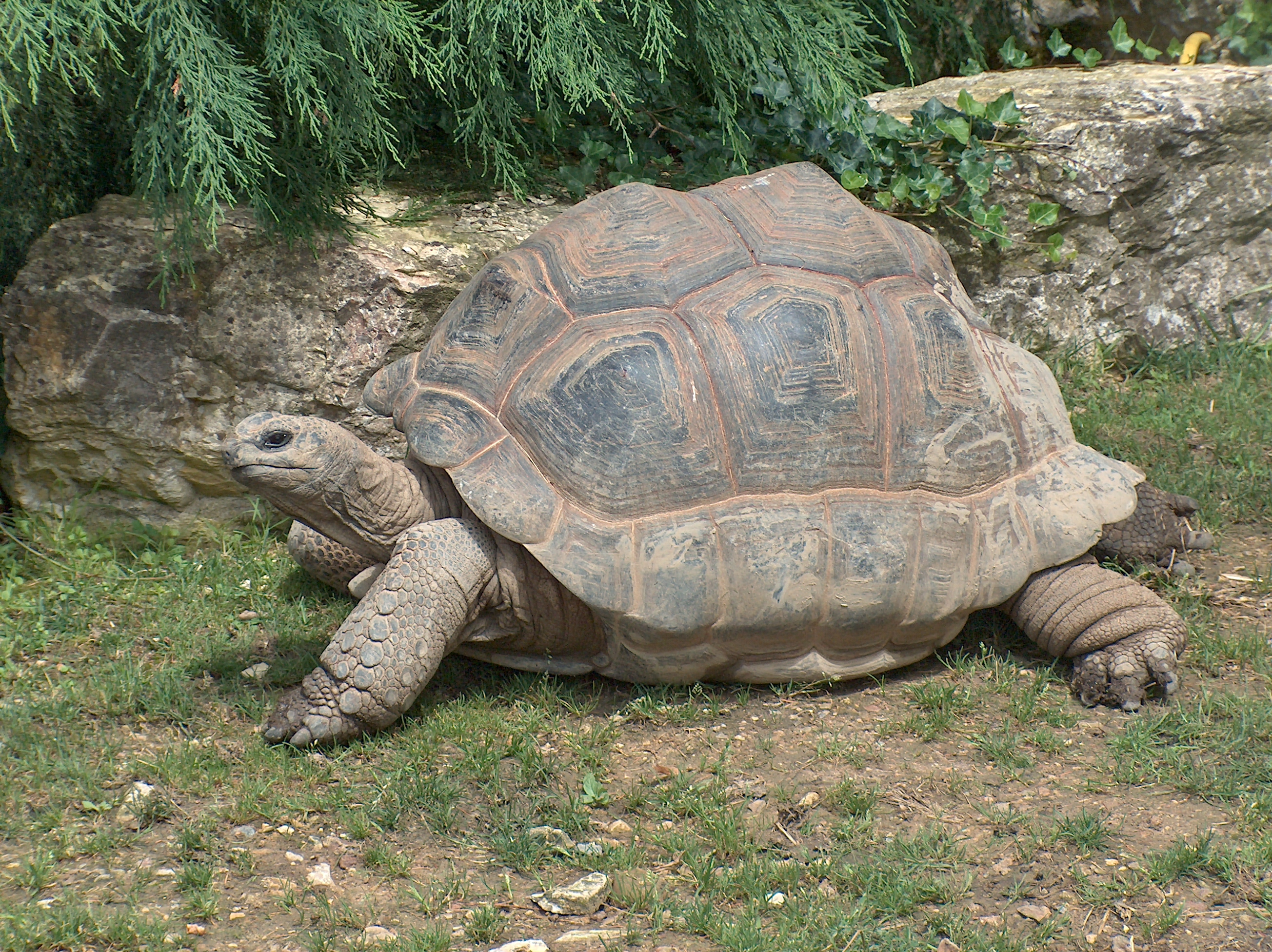
Eine Aldabra-Riesenschildkröte in Beauval Zoo, Frankreich

Die frei lebende Gesamtpopulation beträgt etwa 100.000 Tiere (Bourn 1999), darüber hinaus werden noch etwa 5000 Exemplare in Zoos und Privathand gehalten (Swingland 1985). Somit ist sie die einzige Riesenschildkröte, deren Überleben nach derzeitigem Stand als einigermaßen gesichert gilt. Allerdings könnten aufgrund des kleinen Verbreitungsgebietes Naturkatastrophen, Seuchen, eingeschleppte Arten und Menscheneinwirkung einschneidende Auswirkungen haben. Die Aldabra-Riesenschildkröte ist in Anhang B der Europäischen Artenschutzverordnung gelistet. Sie unterliegt damit der behördlichen Meldepflicht, darf aber ohne Vermarktungsgenehmigung ge- bzw. verkauft werden.

## Briefmarken

Briefmarkenblock für die Outer Islands mit Darstellung der Aldabra-Riesenschildkröte.

1985 gab die Post der Seychellen in einer separaten Ausgabe für die Outer Islands einen Block zu 10 Rupien mit der Abbildung zweier Riesenschildkröten heraus.
1998 brachte die Post des Königreichs Kambodscha eine Briefmarke mit der Abbildung einer Aldabra-Riesenschildkröte mit einem Nennwert von 1.500 Riel heraus.
Die Indische Post ehrte im Jahre 2008 die im Zoo von Kolkata nach mehr als 256 Jahren Lebenszeit verstorbene Adwaita mit zwei sechseckigen Briefmarken im Nennwert von 5 Rupien und 15 Rupien.

## Nachweise